# Двоеглазова, Ольга
Ольга Двоегла́зова (лит. Olga Dvojeglazova; род. 3 декабря 1973) — литовская кёрлингистка и тренер по кёрлингу.
В составе женской сборной Литвы участник чемпионата мира 2025 (заняли тринадцатое место; первое участие женской сборной Литвы в чемпионате мира), чемпионатов Европы (лучший результат — восьмое место в 2024). Неоднократный чемпион Литвы среди женщин.
В «классическом» кёрлинге (команда из четырёх человек одного пола) играет в основном на позиции третьего.
Занимается кёрлингом с 2012.

## Достижения
- Чемпионат Литвы по кёрлингу среди женщин: золото (2014, 2015, 2016, 2018, 2021, 2022, 2023, 2024), серебро (2017, 2019).
- Чемпионат Литвы по кёрлингу среди смешанных пар: серебро (2021).

## Команды
| Сезон                       | Четвёртый             | Третий             | Второй             | Первый             | Запасной                                                                       | Турниры                              |
| --------------------------- | --------------------- | ------------------ | ------------------ | ------------------ | ------------------------------------------------------------------------------ | ------------------------------------ |
| 2013—14                     | Виргиния Паулаускайте | Rūta Norkienė      | Ольга Двоеглазова  | Jelena Jefimova    |                                                                                | ЧЛЖ 2014                             |
| 2014—15                     | Виргиния Паулаускайте | Ольга Двоеглазова  | Rasa Abelytė       | Rasa Lubarte       |                                                                                | ЧЛЖ 2015                             |
| 2015—16                     | Виргиния Паулаускайте | Ольга Двоеглазова  | Jelena Jefimova    | Rasa Abelytė       |                                                                                | ЧЛЖ 2016                             |
| 2016—17                     | Виргиния Паулаускайте | Lina Januleviciute | Asta Vaicekonyte   | Ольга Двоеглазова  | Grazina Eitutiene тренер: Allen Gulka                                          | ЧЕ 2016 (18 место)                   |
| 2016—17                     | Виргиния Паулаускайте | Ольга Двоеглазова  | Rasa Abelytė       | Jelena Jefimova    |                                                                                | ЧЛЖ 2017                             |
| 2017—18                     | Виргиния Паулаускайте | Lina Januleviciute | Asta Vaicekonyte   | Ольга Двоеглазова  | Grazina Eitutiene тренер: Allen Gulka                                          | ЧЕ 2017 (17 место)                   |
| 2017—18                     | Виргиния Паулаускайте | Ольга Двоеглазова  | Rasa Abelytė       | Юстина Залецкене   |                                                                                | ЧЛЖ 2018                             |
| 2018—19                     | Виргиния Паулаускайте | Lina Januleviciute | Asta Vaicekonyte   | Ольга Двоеглазова  | Grazina Eitutiene тренер: Ансис Регжа                                          | ЧЕ 2018 (14 место)                   |
| 2018—19                     | Виргиния Паулаускайте | Ольга Двоеглазова  | Рута Блажене       | Dovilė Aukštuolytė |                                                                                | ЧЛЖ 2019                             |
| 2019—20                     | Виргиния Паулаускайте | Ольга Двоеглазова  | Dovile Aukstuolyte | Рута Блажене       |                                                                                | [ 4 ]                                |
| 2020—21                     | Виргиния Паулаускайте | Ольга Двоеглазова  | Dovilė Aukštuolytė | Рута Блажене       | Юстина Залецкене                                                               | ЧЛЖ 2021                             |
| 2021—22                     | Виргиния Паулаускайте | Ольга Двоеглазова  | Dovile Aukstuolyte | Рута Блажене       | тренер: Vygantas Zalieckas                                                     | ЧЕ 2021 (15 место)                   |
| 2021—22                     | Виргиния Паулаускайте | Ольга Двоеглазова  | Dovilė Aukštuolytė | Рута Блажене       | Юстина Залецкене                                                               | ЧЛЖ 2022                             |
| 2022—23                     | Виргиния Паулаускайте | Ольга Двоеглазова  | Dovile Aukstuolyte | Рута Блажене       | Юстина Залецкене тренеры: Egle Cepulyte, Vygantas Zalieckas                    | ЧЕ 2022 (13 место)                   |
| 2022—23                     | Виргиния Паулаускайте | Ольга Двоеглазова  | Рута Блажене       | Юстина Залецкене   | Dovilė Aukštuolytė                                                             | ЧЛЖ 2023                             |
| 2023—24                     | Виргиния Паулаускайте | Ольга Двоеглазова  | Рута Блажене       | Юстина Залецкене   | Мигле Кюдите тренеры: Egle Cepulyte, Vygantas Zalieckas                        | ЧЕ 2023 (12 место)                   |
| 2023—24                     | Виргиния Паулаускайте | Ольга Двоеглазова  | Рута Блажене       | Юстина Залецкене   | Dovilė Aukštuolytė                                                             | ЧЛЖ 2024                             |
| 2024—25                     | Виргиния Паулаускайте | Ольга Двоеглазова  | Мигле Кюдите       | Рута Блажене       | Юстина Залецкене (ЧМ) тренеры: Egle Cepulyte (ЧЕ, ЧМ), Vygantas Zalieckas (ЧЕ) | ЧЕ 2024 (8 место) ЧМ 2025 (13 место) |
| Кёрлинг среди смешанных пар |                       |                    |                    |                    |                                                                                |                                      |
| 2018—19                     | Ольга Двоеглазова     | Artur Jefimov      |                    |                    |                                                                                | ЧЛСП 2019 (8 место)                  |
| 2020—21                     | Ольга Двоеглазова     | Vytis Kulakauskas  |                    |                    |                                                                                | ЧЛСП 2021                            |

(скипы выделены полужирным шрифтом)

## Результаты как тренера национальных сборных
| Год  | Турнир                                          | Сборная               | Место |
| ---- | ----------------------------------------------- | --------------------- | ----- |
| 2024 | Чемпионат мира по кёрлингу среди ветеранов 2024 | Литва (ветераны жен.) | 2     |